# Schellente

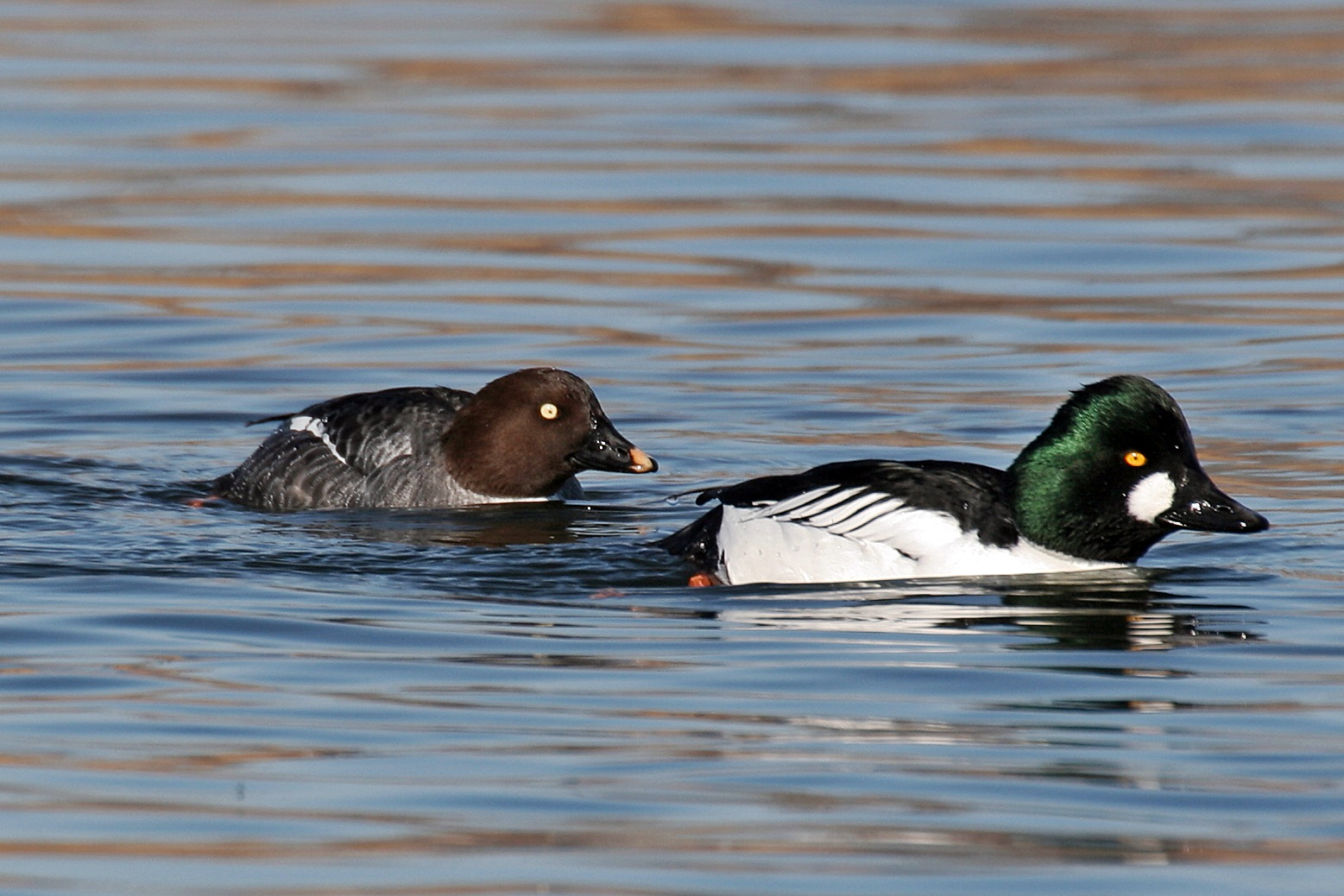
Schellentenpaar

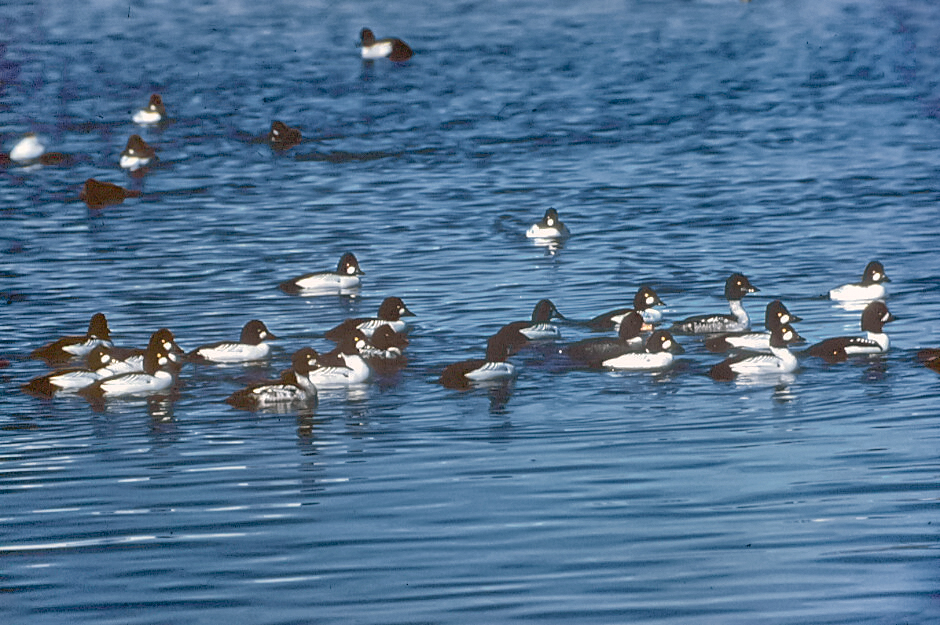
Schellenten

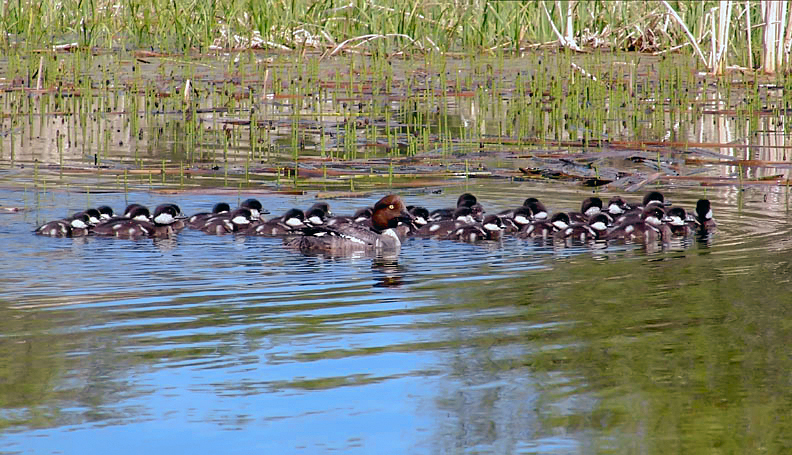
Weibchen mit einer großen Schar an Dunenjungen
(auf dem Green Lake, Saskatchewan)

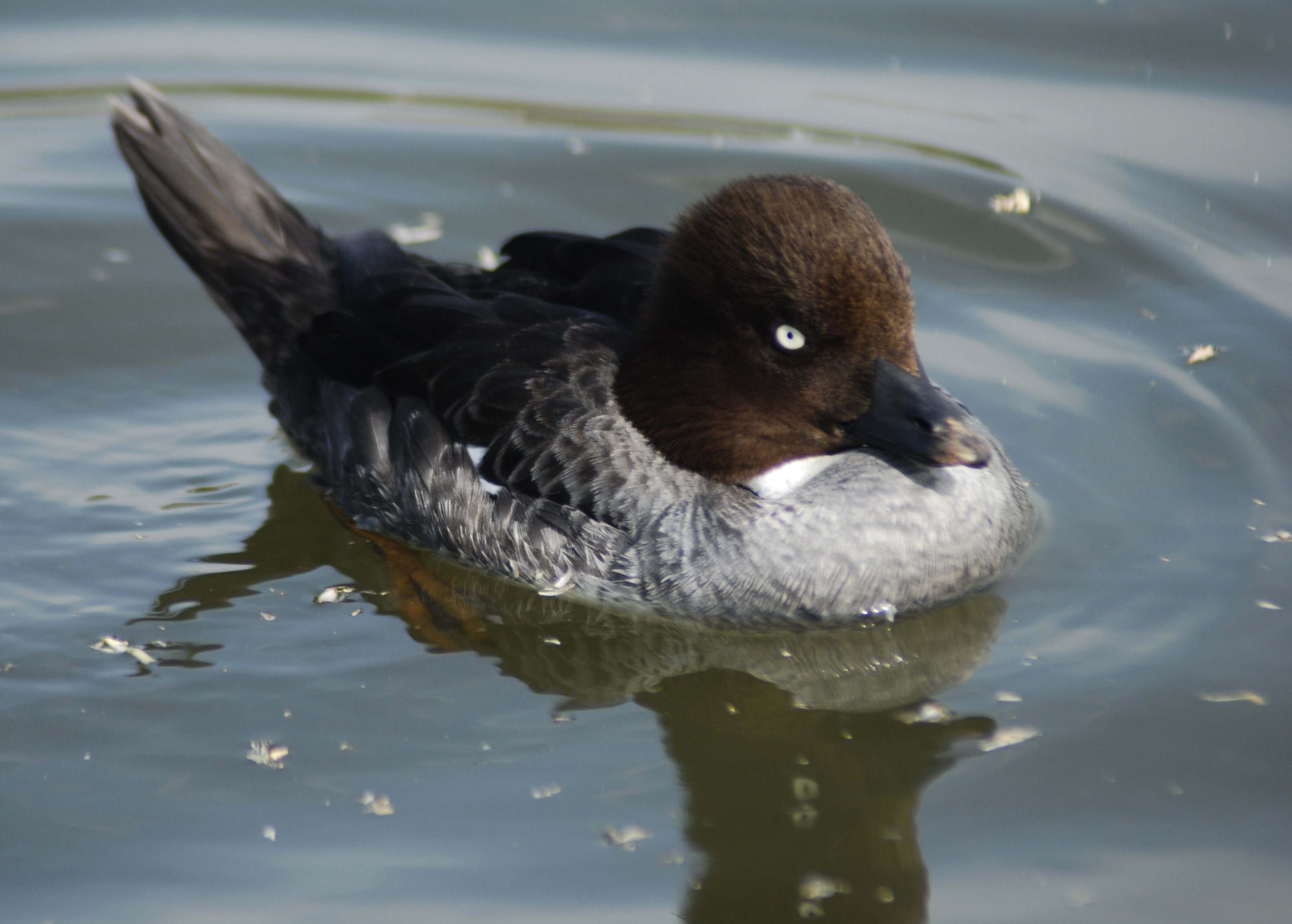
Weibchen

Die Schellente (Bucephala clangula) ist eine holarktisch verbreitete Vogelart aus der Familie der Entenvögel (Anatidae). Ihr Verbreitungsgebiet ist die nördliche Nadelwaldzone. Die Kurzhalsigkeit und der relativ große Kopf geben der Art ein gedrungenes Erscheinungsbild. 
Die Schellente kommt in zwei Unterarten von Europa über Sibirien bis nach Amerika vor. Unter den Meerenten ist sie die Art, die sich am besten für die Gehegehaltung eignet. Sie wird deswegen verhältnismäßig häufig in Zoologischen Gärten gezeigt.
Im Norden Mitteleuropas ist die Schellente ein verbreiteter, aber nicht häufiger Brut- und Sommer- und teilweise auch Jahresvogel. Sie ist außerdem ein häufiger Durchzügler und Wintergast.

## Beschreibung
Die 45 bis 50 cm große Schellente wiegt 500 bis 1.300 g und erreicht eine Flügelspannweite bis zu 80 cm. Das Männchen hat ein schwarz-weißes Gefieder und einen dunkelgrünen Kopf. Zwischen dem Auge und dem schwarzen Schnabel gibt es einen weißen Fleck. Auffällig sind die leuchtend gelben Augen der Männchen, die auch der Grund für den englischen Namen „Goldeneye“ sind. Im Ruhekleid haben die Erpel ein ähnliches Gefieder wie die Weibchen. Adulte Männchen können von Weibchen jedoch durch das auffällige Flügelmuster unterschieden werden.
Das Weibchen hat ein graues Gefieder und einen dunkelbraunen Kopf ohne weißen Fleck. Von den sehr ähnlichen Weibchen der Spatelente unterscheiden sie sich durch das große weiße Feld auf den mittleren Armdecken. Die Beine sind rötlich gefärbt. Bei den Weibchen sind die Iris perlweiß.
Noch nicht geschlechtsreife Schellenten tragen ein Kleid wie die adulten Weibchen, sind insgesamt etwas bräunlicher. Das weiße Farbfeld im Flügel ist kleiner und weniger auffällig. Die Iris hat eine hellgraue Farbe. Die Männchen unter den Jungvögeln kann man an ihrer etwas größeren Körpergröße von den jungen Weibchen unterscheiden. Im ersten Prachtkleid haben die Erpel noch einen dunkelbraunen Kopf, der von schwarzen Federn durchsetzt ist. Bei einigen Individuen ist der weiße Wangenfleck zu diesem Zeitpunkt nur angedeutet.
Die amerikanische Unterart Bucephala clangula americana ist etwas größer als die europäische Nominatform B. c. clangula. Die Schellente kann bis 17 Jahre alt werden. Sie ist vor allem im Frühjahr sehr ruffreudig. Während der Balz ruft das Männchen ein nasales rätsch-rärr und quikiikirr. Zur Balz gehört auch ein auffällig lautes Wasserspritzen, bei dem der Erpel mit beiden Füßen nach hinten stößt (sogenannter Instrumentallaut). Der Ruf des Weibchens klingt wie garr garr oder graar grar, das auch von fliegenden Schellenten zu hören ist. Weibchen, die nach Nisthöhlen suchen, geben ein lang gereihtes gärk-gärk von sich.

## Verbreitung
Die Schellente lebt in Ost-, Mittel- und Nordeuropa, in Asien und Nordamerika. Nach Norden dringt sie bis zur arktischen Baumgrenze vor. Die Südgrenze ihres Verbreitungsgebietes ist die Waldsteppenzone. Allerdings gibt es eine große Anzahl weiter südlich gelegener inselartiger Vorkommen. Zum europäischen Verbreitungsgebiet zählen große Teile Skandinaviens, Teile der norddeutschen Tiefebene, das nördliche und mittlere Polen und der europäische Teil Russlands. Isolierte Brutvorkommen gibt es im Südosten Deutschlands, in Südböhmen, im Mündungsgebiet des Dnepr am Schwarzen Meer und im Donaudelta.

## Lebensraum
Die Schellente fühlt sich an stehenden Gewässern, wie Seen und Teichen, sehr wohl. Ursprünglich war sie eine kennzeichnende Art für nährstoffarme, oligotrophe Gewässer. Heute werden in Mitteleuropa von der Schellente auch nährstoffreiche, polytrophe Gewässer besiedelt. In der Oberlausitz wird sie beispielsweise an eutrophen Fischteichen beobachtet. Ebenso kann man sie an langsam fließenden Gewässern beobachten, wenn Wald angrenzt und Bruthöhlen vorhanden sind.
Außerhalb der Brutzeit hält sie sich auch an größeren Binnengewässern auf. Sie kommt in dieser Zeit auch auf Flüssen, in Meeresbuchten sowie an ruhigen Abschnitten der offenen Küste vor.

## Ernährung
Die Schellente ernährt sich von Schnecken, Krebstieren, Pflanzenteilen, kleinen Fischen, Insekten und deren Larven. Sie kann bis acht Meter tief tauchen, um dort ihre Mahlzeiten zu erbeuten.
Der Muskelmagen der Schellente besitzt im Vergleich zu Reiher- und Tafelente eine verhältnismäßig schwach ausgeprägte Ringmuskulatur. Sie ist deshalb anders als diese beiden Arten nicht in der Lage, den zur Zertrümmerung größerer Molluskenschalen notwendigen Druck zu erzeugen. Im Schellentenmagen fehlen auch die notwendigen größeren Magensteine, und wegen ihres zugespitzten und schmalen Schnabels ist sie auch nur in der Lage, kleinere Beutetiere zu greifen. Allerdings kann sie mit diesem Schnabel auch in Spalten und Lücken zwischen Steinen fassen. Ihre bevorzugten Nahrungsgründe sind deshalb Gewässer mit kiesigem und steinigem Grund.

## Fortpflanzung
Zur Balz der Schellenten gehört ein umfangreiches Repertoire an Balzposen und Balzgesten. Bereits im Herbst zeigen die ersten Männchen die ersten charakteristischen Verhaltensweisen der Balz. Ab Dezember versammeln sich die Erpel in kleinen Trupps, die zwischen zwei und acht Tiere umfassen, und balzen gemeinsam in der Nähe einzelner Weibchen. Die Weibchen wirken an der Balz unbeteiligt. Die Männchen reagieren jedoch auf die Weibchen, indem sie einem wegschwimmenden Weibchen folgen und in deren Nähe die Balz fortsetzen. Die Paarbildung und die Kopulation finden noch im Winterquartier statt. Die Gemeinschaftsbalz wird jedoch bis zur Ankunft in den Brutgebieten fortgesetzt und findet erst ein Ende, wenn die einzelnen Paare eine geeignete Bruthöhle gefunden haben und sich auf einen Gewässerabschnitt zurückziehen.

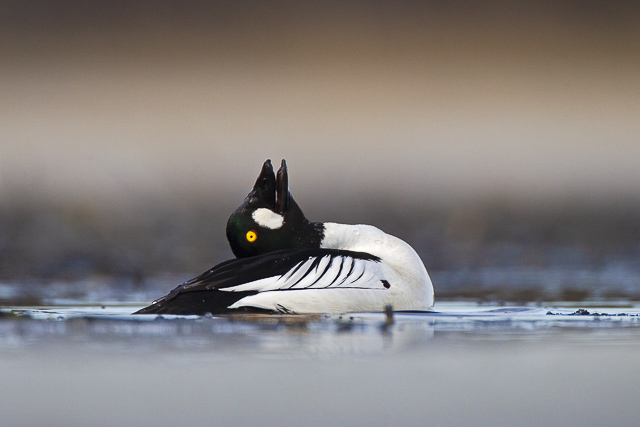
Erpel bei der Balz

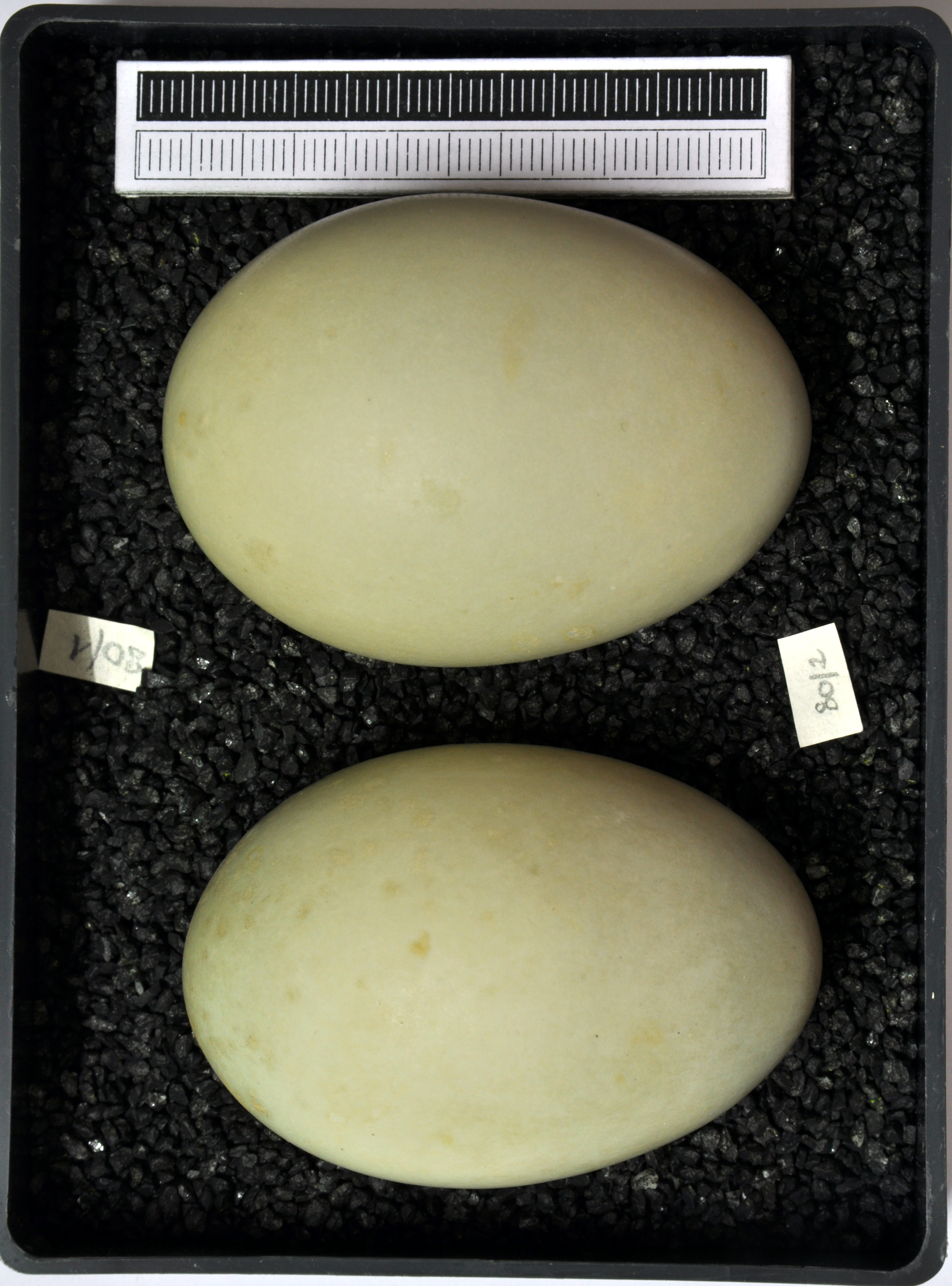
Eier (Sammlung Museum Wiesbaden)

Die Schellente brütet in Baumhöhlen, alten Schwarzspechthöhlen und Nistkästen. Das Loch in der Höhle sollte über zehn Zentimeter groß sein und die Höhle etwa 45 Zentimeter tief sein. Geeignete Bruthöhlen finden sich in Mittel- und Osteuropa vor allem in alten Eichen. Schellenten nehmen Bruthilfen in Form künstlicher Nisthöhlen jedoch sehr gerne an und ziehen diese sogar natürlichen vor. Die Bruthöhle kann sich zwar unmittelbar über dem Boden befinden, aber auch Bruthöhlen in einer Höhe von acht bis zehn Meter werden von dieser Entenart angenommen. 
Die Brutzeit erstreckt sich von April bis Juli. Das Weibchen legt in einem Abstand von jeweils einem bis zwei Tagen acht bis elf grün-blaue Eier, die vom Weibchen 30 Tage lang bebrütet werden, bis die schwarz-weiß gefärbten Küken schlüpfen. Da es bei der Schellente einen intraspezifischen Brutparasitismus gibt, können Gelege über 20 Eier enthalten. Weibchen sind auch in der Lage, so große Gelege erfolgreich zu bebrüten. Die Schellentenweibchen sitzen sehr fest auf ihrem Gelege, d. h., sie lassen sich nur selten von ihrem Nest aufstören. Feinde wehrt sie schnabelzischend ab. Der Erpel hält sich nur zu Beginn der Brutphase in der Nähe der Bruthöhle auf. Noch vor dem Schlüpfen der Jungen verlässt der Erpel das Brutgebiet und wandert in die Mausergebiete ab.
Das Weibchen veranlasst die Jungen zum Verlassen der Bruthöhle, sobald das letzte Jungtier aus dem Ei geschlüpft und abgetrocknet ist. Die am Boden oder im Wasser wartende Schellente lockt die Jungen dann mit einem spezifischen Ruf, der bewirkt, dass ein Junges nach dem anderen am Schlupfloch erscheint und mit einem Sprung der Mutterente folgt. Um aus der Bruthöhle herausklettern zu können, besitzen die Schellentenküken an den Füßen spitze, gebogene Krallen, mit denen sie in der Lage sind, die Innenwand der Bruthöhle emporzuklimmen. Den Sprung, der je nach Höhe der Bruthöhle acht bis zehn Meter betragen kann, versuchen sie durch ein Abwinkeln der Flügelstummel und ein Spreizen der Schwimmhäute abzufangen. In der Zeit der Jungenaufzucht kann die Familie das Gewässer mehrfach wechseln. Nach acht bis neun Wochen werden die Jungvögel flügge. Sie sind bereits vor dem Flüggewerden selbstständig und verstreuen sich sehr frühzeitig. Im zweiten Lebensjahr wird die Schellente geschlechtsreif.

## Bestand
Der europäische Bestand wird auf etwa 250.000 Brutpaare geschätzt. Die Gesamtpopulation wird von der IUCN auf über 2 Millionen Tiere beziffert. Die Art gilt als ungefährdet. Ein Forschungsteam, das im Auftrag der britischen Umweltbehörde und der RSPB die zukünftige Verbreitungsentwicklung von europäischen Brutvögeln auf Basis von Klimamodellen untersuchte, geht allerdings davon aus, dass es bei der Schellente bis zum Ende des 21. Jahrhunderts infolge der Klimaerwärmung zu einem weiträumigen Verschwinden im südlichen und westlichen Teil ihres Verbreitungsgebietes kommen wird. Das Verbreitungsgebiet wird sich nach dieser Prognose deutlich verkleinern und nach Norden verschieben.